# Heterorrhina versicolor
Heterorrhina versicolor är en skalbaggsart som beskrevs av Oliver Erichson Janson 1888. Heterorrhina versicolor ingår i släktet Heterorrhina och familjen Cetoniidae. Inga underarter finns listade i Catalogue of Life.